# Place House (Fowey)

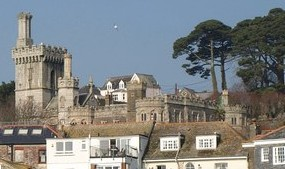
Place House, Ansicht vom Hafen her

Place House ist ein Herrenhaus in Cornwall. Das als Kulturdenkmal der Kategorie Grade I klassifizierte Gebäude befindet sich im Stadtzentrum von Fowey unmittelbar nordwestlich der Pfarrkirche St Fimbarrus.

## Geschichte
Das Herrenhaus ist seit dem 13. Jahrhundert Sitz der Familie Treffry, die im Mittelalter als Kaufleute durch den Handel mit Zinn, Fisch und Wolle, aber auch als Freibeuter reich geworden ist. John Treffry wurde durch Heinrich VII. 1485 zum Ritter geschlagen. Während eines französischen Überfalls auf Fowey 1457 hat Elizabeth, die Frau des abwesenden Thomas Treffry den Angriff auf Place House und damit die Plünderung und Zerstörung des Gebäudes abwehren können, in dem sie geschmolzenes Blei vom Dach des Gebäudes auf die Angreifer goss.
Das heutige Herrenhaus wurde im 16. Jahrhundert um einen Kern aus dem 15. Jahrhundert errichtet. 1791 wurde das Gebäude umgebaut. Von 1817 bis 1845 wurde es durch den Industriepionier Joseph Treffry im neugotischen Stil ausgebaut. Es wird weiterhin privat genutzt und ist nicht zu besichtigen.

## Anlage
Das burgartige Herrenhaus liegt auf einer Anhöhe inmitten der Stadt und ist von einem ummauerten Garten umgeben. Das zweigeschossige Gebäude ist reich im neugotischen Stil mit Zinnen, Erkern und Türmen verziert. Die Südfassade besitzt noch prächtige Erkerfenster aus dem 16. Jahrhundert. An der Westseite befindet sich ein quadratischer, zinnengekrönter Turm, der anstelle eines älteren Turms im 19. Jahrhundert errichtet wurde.